# Polyporogaster tunetana
Polyporogaster tunetana är en mångfotingart som beskrevs av Karl Wilhelm Verhoeff 1899. Polyporogaster tunetana ingår i släktet Polyporogaster och familjen trädgårdsjordkrypare.
Artens utbredningsområde är Tunisien. Inga underarter finns listade i Catalogue of Life.